# Venevisión
Venevisión este cel mai important trust de televiziune din Venezuela, înființat în 1 martie 1961, și este una dintre cele mai importante televiziuni din America Latină.